# Langues delaware
Les langues delaware (ou langues lenape) sont des langues algonquines parlées par le peuple amérindien des Loups (aussi appelés Lenapes ou Delawares). Elles sont constituées du munsee et de l'unami qui forment une macro-langue.